# 宇治村 (京都府)
宇治村（うじむら）は、京都府宇治郡にあった村。現在の宇治市の東部、宇治川の右岸にあたる。

## 地理
- 河川：宇治川
- 山岳：明星山、高峰山、天下峰

## 歴史
- 1889年（明治22年）4月1日 - 町村制の施行により、五ヶ庄村・木幡村・菟道村・志津川村および紀伊郡六地蔵村の一部（山科川以東）の区域をもって発足。
- 1942年（昭和17年）4月1日 - 笠取村と合併して東宇治町が発足。同日宇治村廃止。

## 歴代村長
- 桑原善平 明治22〜34年頃
- 松尾清之丞 明治35〜37年頃
- 西村七右衛門 明治38〜39年頃
- 岩淵甚太郎 明治40〜41年頃
- 平岡甚太郎 明治42〜大正2年頃
- 奥田駒次郎 大正3〜7年頃
- 内川與三郎 大正8〜11年頃
- 奥西吉兵衛 大正13〜14年頃

## 教育
小学校
- 宇治村立宇治尋常高等小学校 - 現在の宇治市立宇治小学校

## 交通

### 鉄道路線
- 鉄道省
  - 奈良線
    - 木幡駅
- 京阪電気鉄道
  - 宇治線
    - 木幡駅 - 黄檗駅 - 三室戸駅 - 宇治駅

奈良線の六地蔵駅・黄檗駅は当時は未開業。

### 道路
現在は旧村域に京滋バイパスの宇治東インターチェンジが所在するが、当時は未開通。